# Årsteinbrua
Die Årsteinbrua (Årsteinbrücke) ist eine 396 m lange, als Auslegerbrücke mit insgesamt 13 Stützpfeilern gebaute Straßenbrücke in der Kommune Gratangen im norwegischen Fylke (Provinz) Troms.

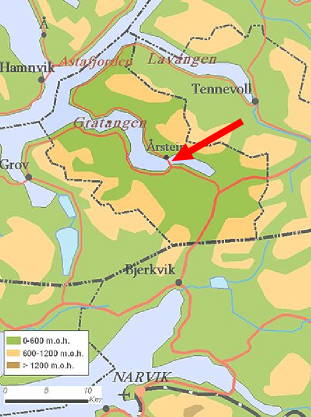
Karte der Kommune Gratangen; der Pfeil zeigt auf die Årsteinbrücke

Sie trägt die Provinzstraße Fv 141 über den Gratangen an dessen engster Stelle zwischen Strømsnes/Straumsnes am Südufer, wo die Fv 141 von der von Südosten und der Europastraße 6 herankommenden Fv 825 abzweigt, und Årstein, dem Verwaltungszentrum und mit rund 200 Einwohnern größten Ort der Kommune, am Nordufer. Der Fjord ist an dieser Stelle weniger als 10 m tief und geht hier in seinen rund 6 km langen Innenfjord, den Gratangsbotn, über.